# Mézières-sur-Issoire
Mézières-sur-Issoire är en kommun i departementet Haute-Vienne i regionen Nouvelle-Aquitaine i västra Frankrike. Kommunen ligger i kantonen Mézières-sur-Issoire som tillhör arrondissementet Bellac. År 2018 hade Mézières-sur-Issoire 755 invånare.

## Befolkningsutveckling
Antalet invånare i kommunen Mézières-sur-Issoire
| Referens: INSEE |